# Луги (Рахівський район)
Лу́ги — село в Богданській сільській громаді Рахівського району Закарпатської області України.

## Географія
У селі річка Лешул впадає в Білу Тису.
Особливим природним багатством гірських Лугів, окрім запаморочливо красивих краєвидів та свіжого повітря, є ще й велика кількість мінеральних джерел в околицях села.
Вершина гори Чорна Гора (Попіван Чорногірський), що на хребті Чорногора, за 12 км від села, є найсхіднішою точкою Закарпатської області.

## Історія
Перша згадка у XVII столітті
У селі до 1969 року проходила вузькоколійка, якою потяги перевозили деревину. А на відрізку Устєріки – Усть – Говерла навіть курсували пасажирські потяги: дві пари щоденно. Головна гілка, що йшла долиною Білої Тиси, Устєріки – Богдан – Луги – урочище Стіг, у 50-х роках минулого століття досягла аж 32 км довжини.
До 1957 року, розповідає голова села, ліс сплавляли Білою Тисою на дарабах. На самій ріці, як і її притоках в околицях Лугів, досі залишаються залишки системи колишніх гребель та загат, з допомогою яких регулювався рівень вод та здійснювався сплав деревини. Символічна фігурка дараби із бокорашами і сьогодні зберігається в сільському клубі-музеї, як свідчення про цілий пласт історії села.
1939 — у складі Карпатської України. Пізніше окуповано Угорщиною. Радянську владу встановлено у жовтні 1945 року. З 1991 року у складі незалежної України.

## Присілки
Тищора
Тищора — колишнє село в Україні, в Закарпатській області.
Об'єднане з селом Луги рішенням облвиконкому Закарпатської області №155 від 15.04.1967
Присілок відомий комплексом монастиря Серафима Саровського.

## Населення
Згідно з переписом УРСР 1989 року чисельність наявного населення села становила 939 осіб, з яких 437 чоловіків та 502 жінки.
За переписом населення України 2001 року в селі мешкали 992 особи.

### Мова
Розподіл населення за рідною мовою за даними перепису 2001 року:
| Мова       | Відсоток |
| ---------- | -------- |
| українська | 99,11 %  |
| російська  | 0,69 %   |
| угорська   | 0,20 %   |

## Туристичні місця
- Неподалік від села розташований ботанічний заказник місцевого значення «Говерлянка»;

- Храм Вознесіння Господнього;

- Комплекс монастиря Серафима Саровського, що розташований в урочищі Тищора — одна з найвисокогірніших культових споруд в Україні.

## Релігійні споруди
У 1795 р. за пароха Івана Калинського, що приходив у Луги один раз на місяць із Рахова, будівничий Григорій Козурак збудував дерев’яну церкву Вознесіння Господнього.
Наступну дерев’яну церкву Трьох Святих спорудили неподалік від попередньої впродовж 1855 року і освятили 11 лютого 1856 р.
Після прикрашення, церкву знову посвятили 16 лютого 1857 р. Це була видовжена базиліка середньогуцульського стилю без опасання, з відкритим ґанком, вежу вкривав чотирисхилий шатровий дах.
Священиком тоді був Іван Брана, який прожив 92 роки (помер 12 квітня 1901 p.), з яких священикував 67 років. Церкву було знято з реєстрації 9 січня 1953 і розібрано в 1958 р. як аварійну за ініціативою тодішнього голови сільради.

### Церква Вознесіння Господнього (1946)
Муровану з цегли базилічну церкву почали будувати біля дерев’яної церкви в 1936 р. за священика Івана Еґреші, в 1938 посвятили фундамент, а закінчили будівництво в 1946 р. за священика Івана Пушкаша (можливо, основні будівельні роботи закінчили в 1942 p.), і 10 жовтня на Неділю Христа Царя єпископ Т. Ромжа посвятив уже обладнану церкву. Пізніше храмове свято перенесли на Вознесіння Господнє.
Проєкт храму виконав архітектор Емиліян Еґреші, майстерно розробивши всі фасади, головним майстром був угорець Балог, а основними помічниками – місцеві майстри Бочкори, Гриники, Веклюк. Іван Пушкаш, що служив у селі з 18 лютого 1944 р. до 27 лютого 1949 та був тут останнім греко-католицьким священиком.
Іконостас зробив І. Павлишинець у 1950-х роках. У 1986 – 1988 роках за священика Василя Поповича проведено великий ремонт: вкрито бляхою дахи, наново поштукатурено стіни, художник Й. Ягнюк розмалював інтер’єр церкви.